# Störitzsee
Der Störitzsee ist ein rund 34 Hektar großes Gewässer auf der Gemarkung der Gemeinde Grünheide (Mark) im Landkreis Oder-Spree im Land Brandenburg.

## Name
Der See wurde im Jahr 1606 erstmals schriftlich genannt. Der ursprüngliche slawische Name *Starica leitet sich wohl vom altpolabischen Wort *star- für „alt“ ab.

## Lage und Nutzung
Der See befindet sich im östlichen Bereich des Grünheider Ortsteils Spreeau, der sich wiederum südlich des Gemeindezentrums befindet. Südlich hiervon befindet sich der Gemeindeteil Spreewerder; östlich Mönchwinkel, ein weiterer Ortsteil der Gemeinde. Der zu- und abflusslose See ist in das Müggelspree-Löcknitzer Wald- und Seengebiet eingebettet. Am Nordufer befindet sich der gleichnamige Wohnplatz Störitzsee, der über die östlich gelegene und in nördlicher Richtung verlaufende Straße Zum Störitzsee mit der Landstraße 38 verbunden ist. Am südöstlichen Ufer befindet sich ein Kinder-, Jugend- und Familiencamp.
Der See wird zum Angelsport und zum Baden genutzt. Es gibt zwei öffentliche Badestellen sowie einen dritten Strand, der innerhalb des Camps liegt.